# خوليو أولرتيكوكييا
خوليو خورخي اولرتيكوكييا (بالإسبانية: Julio Olarticoechea)‏ (من مواليد 18 أكتوبر 1958 في ساساديلو، بوينس آيرس): لاعب كرة قدم سابق لعب في مركز المدافع مع المنتخب الأرجنتيني في 1982 و1986 و1990. ومن الجدير بالذكر ان المنتخب الأرجنتيني فاز بكأس العالم عام 1986 حيث كان خوليو من ضمن تشكيلة المنتخب.

## وصلات خارجية
- خوليو اولرتيكوكييا على موقع الاتحاد الدولي (مؤرشف)  (الإنجليزية)
- خوليو اولرتيكوكييا على موقع قاعدة بيانات كرة القدم.إي يو (الإنجليزية)
- خوليو اولرتيكوكييا على موقع بيانات كرة القدم. دي إي (الألمانية)
- خوليو اولرتيكوكييا على موقع ليكيب (الفرنسية)
- خوليو اولرتيكوكييا على موقع ناشيونال فوتبول تيمز (الإنجليزية)
- خوليو اولرتيكوكييا على موقع عالم كرة القدم.نت (الإنجليزية)
- خوليو اولرتيكوكييا على موقع كووورة
- خوليو اولرتيكوكييا على موقع أوليمبيديا (الإنجليزية)
- (بالإسبانية) Futbol Factory profile في أرشيف الإنترنت(أرشفت في  أكتوبر 20, 2007)
- (بالإسبانية) BDFA profile